# Borok (wołost Wiazjewskaja)
Borok (ros. Борок) – wieś (ros. деревня, trb. dieriewnia) w zachodniej Rosji, w wołoscie Wiazjewskaja (osiedle wiejskie) rejonu diedowiczskiego w obwodzie pskowskim.

## Geografia
Miejscowość położona jest w dorzeczu rzeki Sudoma, 14,5 km od centrum administracyjnego osiedla wiejskiego (Pogostiszcze), 13,5 km od centrum administracyjnego rejonu (Diedowiczi), 101 km od stolicy obwodu (Psków).

## Demografia
W 2010 r. miejscowość zamieszkiwały 3 osoby.